# غيل أوبراين
غيل أوبراين (بالإنجليزية: Gail O'Brien)‏ هو لاعب كرة قدم أمريكية أمريكي، ولد في 14 نوفمبر 1911 في شايان في الولايات المتحدة، وتوفي في 7 يوليو 1978 في مقاطعة لوس أنجلوس في الولايات المتحدة.

## وصلات خارجية
- غيل أوبراين على موقع مرجع كرة القدم المحترفة.كوم (الإنجليزية)